# Faro de la Isla Chandeleur
El Faro de la Isla Chandeleur (en inglés: Chandeleur Island Light) fue un faro establecido en 1848 cerca del extremo norte de las Islas Chandeleur en el Golfo de México, en la costa este de Luisiana al sur de Estados Unidos. El huracán Katrina destruyó el faro en 2005. El primer faro se terminó en 1848 con nueve lámparas de 21 pulgadas (530 mm) y reflectores de unos 55 pies (17 m) sobre la base. La torre y la casa del encargado fueron destruidas por un huracán en agosto de 1852. Un segundo faro, de ladrillo, estuvo en funcionamiento antes de 1855, con un plano focal de 50 pies (15 m). En 1865 tenía una lente Fresnel de 4 º orden. Esta torre fue el único edificio en el sitio que sobrevivió al huracán del 1 de octubre de 1893, pero fue gravemente dañado y fue derribado. El Congreso entonces asignó $ 35,000 para su sustitución.